# Alenquer, Bồ Đào Nha
Alenquer là một huyện thuộc tỉnh Lisboa, Bồ Đào Nha. Huyện này có diện tích 305 km², dân số thời điểm năm 2001 là 39180 người.